# Mahmoud Saftar
Mahmoud Makhlouf Saftar (17 agosto 1975) è un ex calciatore libico.

## Carriera

### Club
Ha giocato fino al 2008 all'Al-Ittihad Tripoli.

### Nazionale
Ha debuttato in Nazionale nel 1998. Ha partecipato, con la Nazionale, alla Coppa d'Africa 2006.